# Seznam členů patnáctého Knesetu
Tento článek je seznam členů 15. Knesetu, který byl zvolen v volbách do Knesetu 17. května 1999. Jeho funkční období trvalo až do zvolení následujícího (šestnáctého) Knesetu v roce 2003.

## Rozdělení mandátů podle poslaneckých klubů
- Jeden Izrael: 26 mandátů (21.7 %)
- Likud: 19 mandátů (15.8 %)
- Šas: 17 mandátů (14.2 %)
- Merec: 10 mandátů (8.3 %)
- Jisra'el ba-alija: 6 mandátů (5.0 %)
- Šinuj: 6 mandátů (5.0 %)
- Mifleget ha-merkaz: 6 mandátů (5.0 %)
- Mafdal: 5 mandátů (4.2 %)
- Sjednocený judaismus Tóry: 5 mandátů (4.2 %)
- Sjednocená arabská kandidátka: 5 mandátů (4.2 %)
- Národní jednota: 4 mandátů (3.3 %)
- Jisra'el bejtenu: 4 mandátů (3.3 %)
- Chadaš: 3 mandátů (2.5 %)
- Balad: 2 mandátů (1.7 %)
- Am echad: 2 mandátů (1.7 %)

## Seznam poslanců

### Poslanecký klubJeden Izrael
- Barak (pak Kabel)
- Peres
- David Levy (odešel do Gešeru)
- Ben Ami (pak Noked)· Bejlin (pak Ben Menachem)
- Vilnaj (pak Avital)
- Burg
- Kohen (pak Rešef)
- Bar'am (pak Oš'aja)
- Icik
- Ben Eliezer
- Ramon
- Goldschmidt (pak Miš'ani)
- Šochat
- Dajan
- Melchi'or
- Maxim Levy (odešel do Gešeru) (pak Gil'ad)
- Sne
- Masálaha
- Jechezk'el
- Landver
- Taríf
- Simchon
- Kac
- Širy

### Poslanecký klubLikud
- Netanjahu (pak Steinitz)
- Šalom
- Kacav (pak Boim)
- Livnat
- Šitrit
- Ezra
- Blumenthal
- Ariel Šaron
- Landau
- Rivlin
- Nave
- Hanegbi
- Kac
- Ejtan
- Maca (pak Kohen)
- Arens
- Hirschson
- Livni
- Qará

### Poslanecký klubŠas
- Gamli'el
- Suisa
- Jišaj
- Benizri
- Jicchak Kohen
- Amnon Kohen
- Dahan
- Azulaj
- Tal (pak Cabari)
- Vaknin
- Malul
- Nahari
- Saban
- Ze'ev
- Perec
- Hugi
- G'agula

### Poslanecký klubMerec
- Sarid
- Kohen
- Oron (pak Raz)
- Rubinstein (pak Even)
- Ma'or
- Gal-On
- Vilan
- Gil'on
- Chazan
- Džabára

### Poslanecký klubJisra'el ba-alija
- Šaransky
- Edelstein
- Bronfman (odešel do Bechira demokratit)
- Solodkin
- Riger
- Cinker (odešel do Bechira demokratit)

### Poslanecký klubŠinuj
- Lapid
- Poraz
- Na'ot
- Paricky
- Sandberg
- Brailovsky

### Poslanecký klubMifleget ha-merkaz
- Mordechaj (pak Lasri, odešel do Likudu)
- Lipkin-Šachak (odešel do Derech chadaša) (pak Ronen)
- Meridor
- Milo (odešel do Likudu)
- Savir (odešel do Derech chadaša) (pak Magen)
- Rabin-Pelosof (odešla do Derech chadaša)

### Poslanecký klubNárodní náboženská strana
- Levy (pak Langental)
- Drukman
- Jahalom
- Bibi
- Orlev

### Poslanecký klubSjednocený judaismus Tóry
- Poruš
- Ravic
- Litzman
- Gafni
- Halpert

### Poslanecký klubSjednocená arabská kandidátka
- ad Dahámaša
- as-Sána
- Mach'amid (odešel do Brit le'umit mitkademet)
- Chatíb (odešel do Arab. nár. strany)
- Kanaán (odešel do Arab. nár. strany)

### Poslanecký klubNárodní jednota
- Ze'evi (pak Ari'el)
- Porat (pak Hendel)
- Kleiner (odešel do Cherutu - Národního hnutí)
- Elon

### Poslanecký klubChadaš
- Baraka
- Machúl
- Gožansky

### Poslanecký klubJisra'el bejtenu
- Lieberman
- Štern
- Nudelman
- Kohen

### Poslanecký klubBalad
- Bišára
- Tíbí (odešel do Ta'al)

### Poslanecký klubAm echad
- Perec
- Kac